# Le Magicien d'Id
Le Magicien d’Id (anglais : Wizard of Id) est un comic strip humoristique créé par Brant Parker avec la collaboration de Johnny Hart au scénario. Lancé par Publishers-Hall Syndicate (en) le 9 novembre 1964, il est distribué depuis 1987 par Creators Syndicate (en).
Il a valu a ses créateurs le prix Reuben, le prix Elzie Segar et cinq prix de la National Cartoonists Society du comic strip humoristique. Publié dans plus de 1 000 journaux au début des années 2000, Le Magicien d'Id a été traduit en français dans l'hebdomadaire Pilote en 1973-74.
En 1997, Parker laisse la place à son fils Jeff Parker. En 2007 Mason Mastroianni (en) remplace son grand-père Hart, avant de devenir en 2015 seul auteur du strip.